# Desa Cibadak (administrativ by i Indonesien, Jawa Barat, lat -7,50, long 108,62)
Desa Cibadak är en administrativ by i Indonesien.   Den ligger i provinsen Jawa Barat, i den västra delen av landet, 240 km sydost om huvudstaden Jakarta.